# Peter Bohm
Jan Peter Gunnar Bohm, född 30 mars 1935 i Stockholm, död 8 juni 2005 i Danderyds församling, Stockholms län, var en svensk nationalekonom.
Peter Bohm var son till utrikesrådet Stellan Bohm och konstnären Märta Bohm, ogift Jansson. Han blev filosofie kandidat 1959.
Han hade Erik Lundberg som handledare under forskarutbildningen, och hans licentiatavhandling från 1964, External Economics of Production, handlade om externa effekter. Han blev 1974 professor i nationalekonomi vid Stockholms universitet, då han efterträdde Guy Arvidsson, och stannade på professuren till 1998.
Bohm ägnade sig i början av sin karriär framför allt åt välfärdsteori, som Guy Arvidsson och han introducerade i Sverige under 1960-talet. Hans bok Samhällsekonomisk effektivitet, som i sin första utgåva utkom 1972, var under många år en dominerande svensk lärobok inom välfärdsekonomi. Bohm introducerade även den moderna versionen av cost-benefit-analys i Sverige. Han ägade sig från 1970-talet också åt miljöekonomi och transportekonomi, där han bland annat förordade att cost-benefit-analys skulle ligga till grund för investeringsbeslut i transportsektorn. Bohm var också en pionjär inom området ekonomiska experiment, bland annat för att klarlägga betaljningsviljan för olika åtgärder.
Han var gift under en period med Kerstin Margareta Bohm (1934–2007) och från 1985 med musiker Karin Öhman (född 1949), dotter till Bertil Öhman och Anna-Lisa, ogift Larsson.